# João Galo
Pour les articles homonymes, voir Galo.
João Galo, de son nom complet João António Silva Duarte Galo, est un footballeur portugais né le 23 octobre 1961 à Almada. Il évoluait au poste de défenseur central.

## Biographie

### En club
Il débute en 1980 sous les couleurs du club de sa ville natale l'Almada AC,,.
En 1984, il s'engage avec l'Atlético CP qui évolue alors en deuxième division portugaise,,.
Il rejoint en 1986 le CF Belenenses et découvre la première division portugaise,,.
Avec Belenenses, il remporte notamment la Coupe du Portugal en 1989,,.
Il raccroche les crampons au terme de la saison 1991-1992,,.
Il dispute au total 105 matchs pour un but marqué en première division portugaise,.
En compétitions européennes, il dispute trois matchs de Coupe UEFA et deux matchs de Coupe des vainqueurs de coupe.

### En équipe nationale
International portugais, il reçoit une unique sélection en équipe du Portugal le 29 août 1990 à l'occasion d'un match amical contre l'Allemagne de l'Ouest (match nul 1-1 à Lisbonne).

## Palmarès
CF Belenenses
- Coupe du Portugal (1) :
  - Vainqueur : 1988-89.